# Ian Vermaak
Ian Vermaak (Empangeni, 28 marzo 1933 – Città del Capo, 27 gennaio 2025) è stato un tennista sudafricano.

## Biografia
Vinse sedici titoli in singolare. Ottenne il suo risultato più importante sui campi del Roland Garros 1959 quando, dopo aver eliminato la prima testa di serie Luis Ayala, riuscì a raggiungere la finale, dove fu sconfitto in quattro set da Nicola Pietrangeli. A fine stagione fu incluso nella classifica dei migliori tennisti al mondo al decimo posto.
In Coppa Davis rappresentò per quattro edizioni il Sudafrica ottenendo cinque successi e sette sconfitte.

## Finali del Grande Slam

### Singolare

#### Finali perse (1)
| Anno | Torneo                    | Avversario in finale | Risultato          |
| 1959 | Internazionali di Francia | Nicola Pietrangeli   | 6–3, 3–6, 4–6, 1–6 |